# ベルリン、僕らの革命
『ベルリン、僕らの革命』（Die fetten Jahre sind vorbei）は、2004年製作のドイツ・オーストリア合作映画である。ハンス・ワインガルトナー監督。

## ストーリー
リベラル革命を夢見るヤンとピーター。彼らが社会へ意思表示をする流儀は一風変わっていた。豪邸に忍び込むと家財道具をデタラメに並べ替え、「贅沢な日々は終わりだ」「あんたは金持ち過ぎだ」といったメッセージを残して姿を消す。そして決して盗みを働かないのだ。
そんなある日、彼らはピーターのガールフレンドのユールとともに、あるビジネスマンを誘拐する破目に陥る。3人はビジネスマンを連れてチロル地方の山小屋に身を隠す。そこで彼らはビジネスマンの意外な素性を知る。どう見てもブルジョワの彼は、かつてSDS（社会主義ドイツ学生連盟）指導部のメンバーを務め、有名な学生活動家ルディ・ドゥチュケの知り合いでもあったのだ。

## キャスト
※括弧内は日本語吹替
- ヤン - ダニエル・ブリュール
- ユール - ユリア・イェンチ
- ピーター - スティペ・エルツェッグ（平田広明）
- ハーデンベルク - ブルクハルト・クラウスナー（稲葉実）